# Филипяк, Кацпер
Ка́цпер Фили́пяк (пол. Kacper Filipiak; род. 19 ноября 1995, Варшава) — польский профессиональный снукерист. Играет левой рукой.

## Карьера
До начала 2011 года Кацпер не играл на международных турнирах и не имел больших достижений во внутренних соревнованиях. Он стал профессионалом и попал в мэйн-тур благодаря своей неожиданной победе на юниорском чемпионате Европы 2011 года (в финале этого соревнования Филипяк победил Майкла Лесли со счётом 6:3).
Кацпер стал первым профессиональным снукеристом из Восточной Европы в целом и Польши в частности. Кроме того, он самый молодой профессионал за всю историю игры, хотя этому достижению поспособствовала отмена правила о нижнем возрастном пороге для получения этого статуса («минимальный порог» в 16 лет был установлен ранее WPBSA и перестал действовать как раз с сезона 2011/12).
Хотя Филипяк пока не выиграл ни одного матча на рейтинговых турнирах (включая мини-рейтинговую серию PTC), он имеет в своём активе победы (в матчах из одного фрейма) над четырёхкратным чемпионом мира Джоном Хиггинсом и экс-вторым номером мирового рейтинга Стивеном Магуайром. Обе эти победы были одержаны на командном Кубке мира 2011 года.